# Glee: The Music, Volume 1
Albums de Glee
Glee: The Music, Volume 2
(2009)
Glee: The Music, Volume 1 est la première bande originale tirée de la série Glee. Elle est sortie le 3 novembre 2009 aux États-Unis et le 6 novembre 2009 en Australie. Elle reprend des chansons issues des 9 premiers épisodes de la première saison.
L'album a reçu une nomination dans la catégorie "Meilleur bande originale de film ou de télévision" lors de la 53e cérémonie des Grammy Awards.

## Liste des titres
1. Don't Stop Believin' (Journey) (Cory Monteith, Lea Michele, Amber Riley, Kevin McHale, Jenna Ushkowitz, Chris Colfer) (3:50)
2. Can't Fight This Feeling (REO Speedwagon) (Cory Monteith) (3:29)
3. Gold Digger (Kanye West feat. Jamie Foxx) (Matthew Morrison, Amber Riley, Cory Monteith, Lea Michele, Kevin McHale, Chris Colfer, Jenna Ushkowitz) (3:00)
4. Take a Bow (Rihanna) (Lea Michele) (3:35)
5. Bust Your Windows (Jazmine Sullivan) (Amber Riley) (4:19)
6. Taking Chances (Céline Dion) (Lea Michele) (3:55)
7. Alone (Heart) (Kristin Chenoweth et Matthew Morrison) (3:40)
8. Maybe This Time (Liza Minnelli) (Kristin Chenoweth et Lea Michele) (2:57)
9. Somebody to Love (Queen) (Lea Michele, Amber Riley, Cory Monteith, Kevin McHale, Jenna Ushkowitz, Chris Colfer, Dianna Agron, Mark Salling) (4:43)
10. Hate on Me (Jill Scott) (Amber Riley) (3:30)
11. No Air (Jordin Sparks feat. Chris Brown) (Lea Michele et Cory Monteith) (4:23)
12. You Keep Me Hangin' On (The Supremes) (Dianna Agron) (2:40)
13. Keep Holding On (Avril Lavigne) (Cory Monteith, Lea Michele, Amber Riley, Kevin McHale, Jenna Ushkowitz, Chris Colfer, Dianna Agron, Mark Salling) (4:04)
14. Bust a Move (Young MC) (Matthew Morrison, Lea Michele, Dianna Agron, Jenna Ushkowitz, Amber Riley) (4:24)
15. Sweet Caroline (Neil Diamond) (Mark Salling) (1:58)
16. Dancing with Myself (Generation X) (Kevin McHale) (3:10)
17. Defying Gravity (Idina Menzel et Kristin Chenoweth) (Lea Michele et Chris Colfer) (2:21)

iTunes Bonus Track
1. I Say a Little Prayer (Dionne Warwick) (Dianna Agron) (1:40)

Target Bonus Tracks (US)
1. I Wanna Sex You Up (Color Me Badd) (Matthew Morrison, Mark Salling, Cory Monteith, Stephen Tobolowsky, Patrick Gallagher) (2:06)
2. I Could Have Danced All Night (Julie Andrews) (Jayma Mays) (1:23)
3. Leaving on a Jet Plane (John Denver) (Matthew Morrison) (4:03)

Wall-Mart Bonus Tracks (US)
1. Take a Bow (Glee Cast Karaoke Version) (3:35)
2. Gold Digger (Glee Cast Karaoke Version) (3:00)
3. Somebody to Love (Glee Cast Karaoke Version) (4:43)

## Classements
| Pays                       | Meilleure Position | Certifications | Ventes    |
| -------------------------- | ------------------ | -------------- | --------- |
| Allemagne                  | 21                 |                |           |
| Australie                  | 3                  | Platine        | 70 000    |
| Autriche                   | 34                 |                |           |
| Belgique (Wallonie)        | 34                 |                |           |
| Belgique (Flandres)        | 69                 |                |           |
| Canada                     | 4                  | Platine        | 80 000    |
| Espagne                    | 69                 |                |           |
| France                     | 52                 |                |           |
| Irlande                    | 1                  |                |           |
| Italie (Compilation Chart) | 13                 |                |           |
| Japon                      | 80                 |                |           |
| Mexique                    | 37                 |                |           |
| Nouvelle-Zélande           | 8                  | Platine        | 15 000    |
| Pays-Bas                   | 9                  |                |           |
| Royaume-Uni                | 1                  | Platine        | 445 000   |
| Suisse                     | 48                 |                |           |
| États-Unis                 | 4                  | Platine        | 1 163 000 |